# Austrolestes io
Austrolestes io är en trollsländeart som först beskrevs av Selys 1862. Austrolestes io ingår i släktet Austrolestes, och familjen glansflicksländor. Inga underarter finns listade i Catalogue of Life.